# Преспанська угода
Преспанська угода (мак. Преспански договор, грец. Συμφωνία των Πρεσπών) це угода, яку досягнули 12 червня 2018 року Греція та Республіка Македонія під егідою ООН, що вирішувала довгу суперечку щодо назви Македонії шляхом перейменування Македонії на Північну Македонію.
Угода була підписана перед озером Преспа, яке й дало їй назву, та була ратифікована парламентами обох країн 25 січня 2019 року. Фактично вона розблоковує можливості Македонії по приєднанню до НАТО.
Преспанська угода не може бути замінена ніякими іншими угодами або договорами, а її положення є юридично обов'язковими для обох сторін з точки зору міжнародного права і залишатимуться чинними назавжди.